# دينيس نكراسوف
دينيس نكراسوف (بالروسية: Некрасов, Денис)‏ هو دراج روسي، ولد في 19 فبراير 1997.

## وصلات خارجية
- دينيس نكراسوف على موقع الاتحاد الدولي للدراجات (الإنجليزية)
- دينيس نكراسوف على موقع أرشيف الدراجات (الإنجليزية)
- دينيس نكراسوف على موقع إحصائيات الدراجات الإحترافية (الإنجليزية)
- دينيس نكراسوف على موقع نسبة الدراجات (الإنجليزية)